# Elecciones estatales de Jalisco de 2018
Las elecciones estatales de Jalisco se realizaron el domingo 1 de julio de 2018, simultáneamente con las elecciones federales, y en ellas se renovaron los siguientes cargos de elección popular:
- Gobernador del Estado de Jalisco. Titular del poder ejecutivo del estado, elegido para un periodo de seis años, no reelegible en ningún caso. El candidato elegido fue Enrique Alfaro Ramírez.
- 38 diputados del Congreso del Estado. De los cuales 20 son electos por mayoría relativa y 18 por representación proporcional.[2]
- 125 ayuntamientos. Compuestos por un presidente municipal y sus regidores. Elegidos para un periodo de tres años, no reelegibles para el periodo siguiente.

## Gobierno de Jalisco

### Precandidaturas

#### Partido Acción Nacional
En el Partido Acción Nacional la dirigencia nacional busca un perfil ciudadano, También se mencionan como posibles candidatos a Miguel Ángel Monraz, coordinador parlamentario del partido en el Congreso de Jalisco, y al senador José María Martínez Martínez.

#### Partido Revolucionario Institucional
En el Partido Revolucionario Institucional se menciona la posibilidad de postular al Senador y secretario nacional de la Confederación Nacional de Organizaciones Populares, Arturo Zamora Jiménez, como candidato para la gubernatura, quien repetiría nominación, pues fue el abanderado priísta en 2006. Héctor Pizano, actual presidente del PRI en Jalisco y exsecretario de trabajo del estado aceptó que busca la nominación. El fiscal general del Estado de Jalisco, Eduardo Almaguer, también se postuló como un interesado en competir por la candidatura. Se ha llegado a mencionar al secretario de Desarrollo Social del Estado, Miguel Castro Reynoso como posible contendiente, sin embargo, el político descartó la opción para contender por la Alcaldía de Guadalajara. Algunos medios también han mencionado con posibilidades a Francisco Ayón, secretario de Educación de Jalisco, el funcionario solicitó licencia al cargo en noviembre y abrió la posibilidad de contender por la candidatura. Además, se menciona Roberto López Lara, secretario de Gobierno. En octubre de 2017, se comenzó a especular con la candidatura del empresario Jorge Vergara luego de sostener una reunión con Enrique Peña Nieto.

#### Movimiento Ciudadano
El partido Movimiento Ciudadano es el que cuenta con un precandidato más claro, Enrique Alfaro Ramírez, Presidente Municipal de Guadalajara, quien ya contendió por ese partido en las elecciones de 2012, donde fue derrotado por una diferencia de cuatro puntos porcentuales. El alcalde parte como favorito en algunas encuestas a la gubernatura. Por lo que ya es visto como el virtual candidato del partido. Incluso, el líder nacional del partido, Dante Delgado Rannauro, ya había confirmado las intenciones de postular a Alfaro como candidato a gobernador. Como una opción alternativa en caso de cualquier contingencia se mencionó a Pablo Lemus Navarro, alcalde de Zapopan.

#### Movimiento Regeneración Nacional
En un principio se habló sobre la posibilidad de entablar una alianza con el partido Movimiento Ciudadano aprovechando el arrastre popular que tiene la figura de Enrique Alfaro, sin embargo el posible acercamiento se frustró tras la salida de algunos miembros de MC rumbo a Morena. Tras la decisión de competir por separado, la primera opción del partido fue el diputado Carlos Lomelí Bolaños, quien abandonó la formación emecista para pasarse al proyecto encabezado por Andrés Manuel López Obrador. El 4 de octubre, fue nombrado como coordinador de organización territorial del partido en el estado, por lo que pasó a ser considerado como la opción más viable para encabezar la propuesta morenista de cara a la gubernatura estatal.
En junio de 2017 se informó que el empresario local, Enrique Michel Velasco, propietario de una fábrica de dulces, se incorporó al partido para apoyarlo en el proyecto del año 2018, tras esta decisión su nombre comenzó a sonar como posible candidato del partido, gracias a su reconocimiento entre la población, debido a que el partido comienza de cero en el estado. Sin embargo, el 22 de septiembre, el propio Michel anunció su declinación a representar al partido en las elecciones.
Para la formación morenista también se postuló Antonio Pérez Garibay, padre del piloto Sergio Pérez y candidato a la Alcaldía de Guadalajara en 2015 por Nueva Alianza. Salvador Cosío Gaona, líder de una asociación política llamada 'Confío en México' también mostró interés en contender por el puesto, sin embargo se retiró para tratar de contender de manera independiente.

#### Partido de la Revolución Democrática
El 8 de octubre, el PRD Jalisco anunció que preferentemente buscará contender por cuenta propia en las elecciones estales por lo que inició su proceso interno de selección de candidatos. Sin embargo, el llamado Sol Azteca, busca que el Frente Ciudadano por México se replique en el estado pese a la oposición de los otros integrantes a entablar una alianza local.

#### Otros partidos
El resto de partidos políticos no han hecho visible alguna opción para presentar alguna precandidatura. El único nombre que suena como posible es el de Enrique Ibarra Pedroza, quien fue candidato por la coalición PRD-PT en las elecciones estatales de 2006.
No se debe descartar la repetición parcial de las alianzas ya establecidas en las elecciones federales, en concreto una candidatura común entre el PAN y el PRD, debido a que la formación panista rechaza ir en coalición con Movimiento Ciudadano. En noviembre, Enrique Alfaro rechazó encabezar una candidatura de los tres partidos.
Existe la posibilidad de una extensión de la alianza ya concretada a nivel federal entre el Partido del Trabajo y Morena, para que sea replicada en las elecciones locales de Jalisco.
Por otro lado, los partidos Verde Ecologista y Nueva Alianza no irán con el PRI en esta elección.

#### Candidaturas Independientes
El 18 de noviembre, el cantante Vicente Fernández Jr., hijo del artista del mismo nombre, dio a conocer sus intenciones para contender por la gubernatura al presentar su registro como precandidato ante el IEPC. El día 19, Salvador Cosío Gaona hizo lo propio luego de haber intentado obtener la nominación en Morena y el PRD sin tener éxito. Otros dos ciudadanos presentaron su inscripción como aspirante a la candidatura independiente para el gobierno de Jalisco, dejando en cuatro la cifra de interesados.

## Encuestas de intención de voto

### Elección de gobernador
| Encuestadora      | Fecha                   | Enrique Alfaro | Miguel Castro | Carlos Lomelí | Miguel Martínez | Otro  | NC/NS |
| ----------------- | ----------------------- | -------------- | ------------- | ------------- | --------------- | ----- | ----- |
| Encuestadora      | Fecha                   |                |               |               |                 | Otro  | NC/NS |
| Arias Consultores | 17 de diciembre de 2017 | 25.7%          | 40.5%         | 18.2%         | -               | 7.3%  | 8.3%  |
| Grupo Reforma     | 1 de enero de 2018      | 46%            | 16%           | 10%           | -               | 13.0% | 15%   |
| Massive Caller    | 16 de enero de 2018     | 29.3%          | 16.1%         | 9.6%          | -               | 22.4% | 22.7% |
| Massive Caller    | 24 de enero de 2018     | 33.4%          | 14.1%         | 10.9%         | -               | 22.1% | 19.6% |
| Polymetrix        | 11 de febrero de 2018   | 47.4%          | 16.0%         | 10.8%         | 7.5%            | 2.6%  | 15.8% |
| Massive Caller    | 14 de febrero de 2018   | 32.1%          | 21.9%         | 10.9%         | -               | 22.0% | 12.6% |
| Massive Caller    | 21 de febrero de 2018   | 36.1%          | 17.9%         | 14.8%         | -               | 14.5% | 16.7% |
| Arias Consultores | 24 de febrero de 2018   | 29.7%          | 43.6%         | 9.2%          | 3.0%            | -     | 14.5% |
| Massive Caller    | 27 de febrero de 2018   | 32.9%          | 18.7%         | 16.7%         | 14.5%           | 1.5%  | 15.7% |
| Massive Caller    | 13 de marzo de 2018     | 33.4%          | 17.4%         | 16.3%         | 14.6%           | 1.4%  | 16.5% |
| Arias Consultores | 23 de marzo de 2018     | 33.0%          | 38.7%         | 13.7%         | 3.5%            | -     | 11.1% |
| Massive Caller    | 4 de abril de 2018      | 36.1%          | 21.1%         | 16.1%         | 9.9%            | 2.1%  | 14.5% |
| Opinión Pública   | 7 de abril de 2018      | 30.4%          | 19.9%         | 13.9%         | 12.3%           | 8.3%  | 15.2% |
| Massive Caller    | 10 de abril de 2018     | 37.6%          | 18.9%         | 15.4%         | 9.2%            | 3.11% | 15.6% |
| Opinión Pública   | 25 de abril de 2018     | 26.9%          | 20.0%         | 19.1%         | 12.1%           | 6.5%  | 15.4% |
| Grupo Reforma     | 7 de mayo de 2018       | 50%            | 17%           | 20%           | 7%              | 6%    | -     |
| Opinión Pública   | 7 de mayo de 2018       | 28.9%          | 20.4          | 17%           | 10.6%           | 15.6% | 7.5%  |
| Arias Consultores | 18 de mayo de 2018      | 37%            | 29%           | 19%           | 3%              | -     | 12%   |
| Opinión Pública   | 23 de mayo de 2018      | 30.5%          | 19.7          | 15.7%         | 10.2%           | 13.4% | 10.5% |
| Massive Caller    | 29 de mayo de 2018      | 40.4%          | 17%           | 13%           | 9.4%            | 6.3%  | 13.6% |
| Arias Consultores | 1 de junio de 2018      | 28.0%          | 40.9%         | 24.1%         | 3.2%            | -     | 3.7%  |
| Opinión Pública   | 4 de junio de 2018      | 27.5%          | 17.6          | 13.6%         | 11.4%           | 15.9% | 14.0% |
| Arias Consultores | 8 de junio de 2018      | 34.8%          | 36.6%         | 20.1%         | 2.2%            | -     | 6.2%  |
| CISM              | 8 de junio de 2018      | 49.9%          | 14.6%         | 18.9%         | -               | -     | 16.6% |
| Berumen/Ipsos     | 11 de junio de 2018     | 34%            | 17.1%         | 16.5%         | 13.7%           | 0.8%  | 17.9% |
| Arias Consultores | 15 de junio de 2018     | 28.4%          | 38.7%         | 22.5%         | 4.4%            | -     | 5.9%  |
| Massive Caller    | 18 de junio de 2018     | 33.8%          | 17.5%         | 17.6%         | 11.07%          | 6.7%  | 13.1% |
| El Financiero     | 19 de junio de 2018     | 33%            | 23%           | 18%           | 18%             | 8%    | -     |
| Grupo Reforma     | 21 de junio de 2018     | 48%            | 16%           | 24%           | 8%              | 4%    | -     |
| Arias Consultores | 22 de junio de 2018     | 28.6%          | 34.4%         | 26.4%         | 3.5%            | -     | 7.0%  |
| Opinión Pública   | 24 de junio de 2018     | 28.9%          | 15.5%         | 17.5%         | 12.4%           | 5.8%  | 19.9% |
| Arias Consultores | 26 de junio de 2018     | 32.0%          | 30.0%         | 29.6%         | 1.5%            | -     | 6.9%  |
| CEED UDG          | 26 de junio de 2018     | 50.9%          | 16.7%         | 18.1%         | 8.7%            | 5.6%  | -     |
| SDPNoticias       | 26 de junio de 2018     | 37.1%          | 21.6%         | 22.7%         | 6.6%            | 3.4%  | 8.6%  |

## Resultados electorales

### Congreso del estado

Diputados LXII Legislatura del Congreso del Estado de Jalisco.

|  | 26.12 % |

|  | 21.71 % |

|  | 14.37 % |

|  | 14.13 % |

|  | 8.97 % |

|  | 4.41 % |

|  | 3.92 % |

|  | 3.54 % |

|  | 2.17 % |

|  | 1.66 % |

|  | 3.86 % |

|  | 100 % |

### Ayuntamientos
|  | 33.45 % |

|  | 18.50 % |

|  | 16.70 % |

|  | 13.96 % |

|  | 4.29 % |

|  | 2.84 % |

|  | 2.72 % |

|  | 2.59 % |

|  | 2.39 % |

|  | 2.37 % |

|  | 96.84 % |

|  | 3.16 % |